# Dov Frohman
Dov Frohman (hebräisch דב פרוהמן), auch Dov Frohman-Bentchkowsky, (* 28. März 1939 in Amsterdam) ist ein israelischer Elektroingenieur und Erfinder des EPROM.

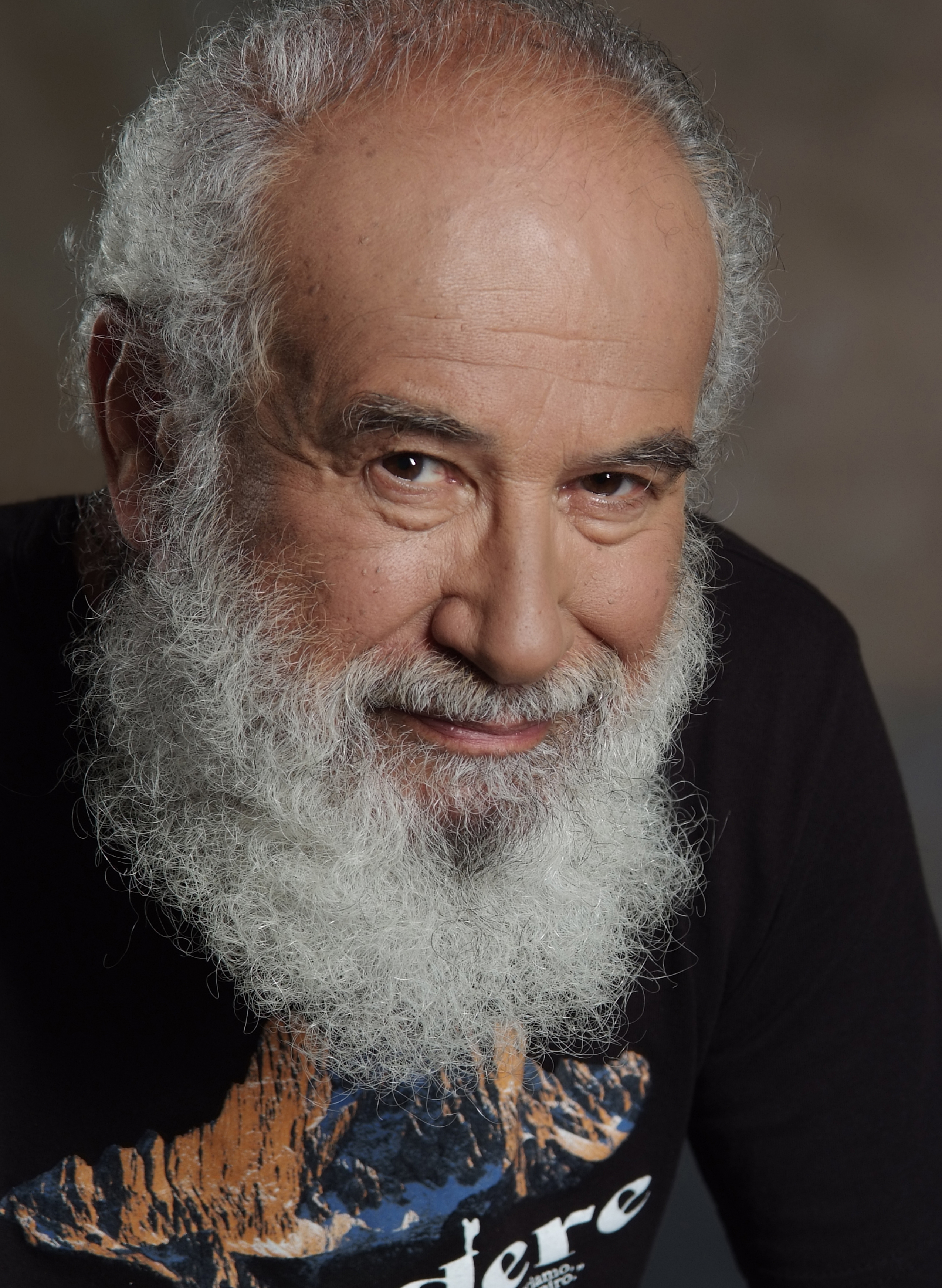
Dov Frohman

Frohmans Eltern waren aus Polen vor antisemitischer Verfolgung nach den Niederlanden emigriert. Im Zweiten Weltkrieg starben seine Eltern im Holocaust, während er von Niederländern versteckt wurde. 1949 wanderte er nach Israel aus, wuchs in Tel Aviv auf und studierte ab 1959 Elektrotechnik am Technion mit dem Abschluss 1963 und an der University of California, Berkeley, mit dem Master-Abschluss 1965. Zuerst arbeitete er bei Fairchild Semiconductor, wo er sich mit Metall-Isolator-Halbleiter-Strukturen befasste, erwarb 1969 seinen Ph.D. in Berkeley und folgte Gordon Moore und den anderen Intel-Gründern in die neu gegründete Firma. Dort entwickelte er 1970 den EPROM. 1973 verließ er vorübergehend Intel und lehrte an der Universität in Kumasi in Ghana, kehrte aber 1974 nach Israel zurück und lehrte an der School of Applied Science der Hebräischen Universität (deren Direktor er später war). Daneben half er bei der Gründung eines kleinen Entwurfszentrums von Intel in Haifa (1974) und wurde 1985 Gründer und Direktor von Intel Israel. 2001 ging er in den Ruhestand.
2009 wurde er in die National Inventors Hall of Fame aufgenommen. 2008 erhielt er die IEEE Edison Medal, 1986 den IEEE Jack Morton Award und 1991 den Israel-Preis. Er ist seit 1991 Mitglied der Israelischen Akademie der Wissenschaften. Er ist Fellow der IEEE. Frohman hält 6 US-Patente. Er ist Ehrendoktor des Technion.
2018 wurde Frohman Fellow des Computer History Museum.

## Schriften
- mit Robert Howard: Leadership the hard way. Jossey-Bass, San Francisco 2008, ISBN 978-0-470-26768-4.